# Francisco Javier Lara Lara
Francisco Javier Lara Lara (Villamayor de los Montes, Burgos, 1951) es un musicólogo español.

## Biografía
Se especializa en canto gregoriano en la abadía de Saint-Pierre de Solesmes (Francia), donde estudia durante dos años con Dom Jean Claire. Es discípulo directo de Don Eugène Cardine y de Jean Jeanneteau, con quienes ha colaborado además como traductor de sus libros y de sus cursos en España.
Ha sido director del Coro de la Abadía de Silos y ha dirigido el Centro Nacional de Difusión del Canto Gregoriano, con sede en esa Abadía. Ha sido miembro del Jurado en el Certamen de Masas Corales de Tolosa en la especialidad de Gregoriano. Igualmente ha sido profesor de Canto Gregoriano y Conjunto Coral en el Centro de Estudios Musicales "Juan de Anchieta" de Bilbao. Ha trabajado como colaborador de Radio Nacional de España, Radio 2, con el programa "Polifonías". 
Ha impartido cursos especializados de canto gregoriano (Semiología, Ritmo, Modalidad, Estética y Dirección), y es fundador y director de la Schola Gregoriana Hispana, con quien ha grabado varios discos, y participado en conciertos en Europa y EE. UU.
Actualmente es profesor de Historia y Ciencias de la Música y Director de la Cátedra Manuel de Falla de la Universidad de Granada.

## Discografía
- Las mejores obras del Canto Gregoriano I. Abadía de Silos. Disco de Oro y Platino y Premio Ondas de Música 1994.
- Las mejores obras del Canto Gregoriano II. Abadía de Silos. Disco de Oro y Platino y Premio Ondas de Música 1994.
- La herencia musical española en el Nuevo Mundo. Schola Gregoriana Hispana. Fundación Banco Exterior, 1984.
- Canto mozárabe y gregoriano. Con la Schola Gregoriana Hispana. Exa, 1985.
- Canto Gregoriano: Pascua. Con la Schola Gregoriana Hispana. LEF Records y Libélula Records, 1992.
- Códice Calixtino. Con la Schola Gregoriana Hispana. Patrocinado por el Instituto Galego das artes Escénicas e Musicais. Boa, 2003.
- Música litúrgica en tiempos de Isabel La Católica. Con la Schola Gregoriana Hispana, la Coral Ciudad de Granada, el Ensemble La Danserye y el Coro Manuel de Falla. Universidad de Granada, 2004.
- Claustrofonía - Ars sonora medioevi. Con la Schola Gregoriana Hispana. Patrocinado por la Junta de Andalucía, 2007.